# Jordan Lotomba
Mvula Jordan Lotomba, född 29 september 1998 i Yverdon-les-Bains, är en schweizisk fotbollsspelare som spelar för Nice. Han representerar även det schweiziska landslaget.

## Klubbkarriär
Den 3 augusti 2020 värvades Lotomba till Nice. Han debuterade i Ligue 1 den 23 augusti 2020 i en match mot Lens.